# Dalibor Povolný
Dalibor Povolný (13. listopadu 1924, Třebíč – 6. listopadu 2004, Brno) byl český zoolog a entomolog. Zabýval se aplikovanou a systematickou entomologií, popsal a objevil více než 250 druhů hmyzu, zabýval se primárně výzkumem makadlovek a much masařek. Napsal více než 350 vědeckých prací.

## Biografie
Dalibor Povolný se narodil v roce 1924 v Třebíči, později v Brně vystudoval Hudební konzervatoř a Agronomickou fakultu Vysoké školy zemědělské (později Mendelovy univerzity). Zabýval se aplikovanou a systematickou entomologií a působil při tom na Mendelově zemědělské a lesnické univerzitě. Popsal a objevil více než 250 druhů hmyzu, zabýval se primárně výzkumem makadlovek a masařek. Napsal více než 350 vědeckých prací. V roce 1991 byla založena Nadace profesora Povolného pro výzkumnou činnost v oblasti ekologie, která má umožnit nadějným postgraduáůním studentům entomologie a ekologie studovat a pracovat, Dalibor Povolný věnoval finanční prostředky na ocenění vybraných studentů. V roce 2002 získal Cenu ministra životního prostředí za celoživotní odborné a popularizační dílo v oblasti přírodních věd, v 90. letech získal Cenu města Brna za celoživotní dílo. V říjnu roku 2004 obdržel čestný doktorát od Mendelovy univerzity. Obdržel také Rytířskou medaili města Palerma